# Covragiu
Covragiu – wieś w Rumunii, w okręgu Hunedoara, w gminie Bretea Română. W 2011 roku liczyła 155 mieszkańców.